# Liste der Bischöfe von Porto-Santa Rufina
Die folgenden Personen waren Bischöfe und Kardinalbischöfe des Bistums Porto-Santa Rufina (Italien):

## Bischöfe vonCaere(Agylla, Cerveteri)
- Heiliger Adeodatus 499
- Peter 761
- Romano 826
- Adrianus 853
- Crescentius 869
- Anniso 993
- Stefan 998
- Benedikt 1015–1029
- Geht in Porto auf

## Bischöfe von Santa Rufina (Silva Candida)
- Adeodatus 501
- Valentinus 546
- Tiberius 594
- Ursus 680
- Nicetas 710
- Tiberius 721
- Epiphanus 732–745
- Gregor I. 761–769
- Johannes 815–826
- Stefan 826–853[1]
- Leo 853–867
- Gregor II. 879
- Hildebrand 905
- Benedikt 939–943
- Guido 963–975
- Crescentius I. 993
- Benedikt III. 1012–1013[2]
- Gregor III. 1015–1024
- Petrus II. 1024–1037[3]
- Crescentius II. 1044–1050[4]
- Humbertus 1050–1061[5]
- Mainardus 1061–1074[6]
- Albertus 1084–1102, Anhänger des Gegenpapstes Clemens III. und später Gegenpapst[7]
- ca. 1154[8] bis 1452 mit Porto vereint
- John Kemp 1452–1454 (auch Erzbischof von Canterbury)

## Bischöfe vonPorto
- Heiliger Hippolytus 235–250
- Gregor 314
- Romanus I. 370
- Damasus 420
- Petrus I. 465
- Glycerius 474
- Herennius 487
- Castus 501–504
- Gregor II. 594
- Felix 601–649
- Albinus 649
- Johannes I. 679–692
- Georgius 721
- Gregor 732–761
- Citonatus 767–769
- Stefan 826
- Rodoaldo 853–864
- Formosus 864–876, † 896
- Walpertus 877–883
- Formosus 884–891, † 896 (ab 891 Papst)
- Silvestro 898
- Costantino I. 958
- Benedikt I. 963–969
- Gregor III. 989–994[2]
- Benedikt II. 998–999[2]
- Benedikt III. de Potio 1012–1029[2]
- Johannes IV. 1034–1050[9]
- Rolandus circa 1050/57[10]
- Johannes VI. 1057–1089 (Anhänger des Gegenpapstes Clemens III. seit 1084)[11]
- Johannes VII. 1087–1095[12]
- Maurizio 1097–1101[13]
- Pietro III. 1102–1133/34, Anhänger des Gegenpapstes Anaklets II. seit 1130[14]
- Johannes (1134–1136), Anhänger des Gegenpapstes Anaklets II.[15]
- Theodwin 1134–1151[16]
- Cencius 1154–1157[17]
- Bernardus 1158–1176[18]
- Guilielmus I. Di Pavia 1176–1178[19]
- Theodinus II. von Arrone 1179–1186[19]
- vakant 1186–1189
- Bobo  1189[20]
- Petrus V. Gallocia 1190–1211[21]
- Benedikt IV. 1213–1216[22]
- Cinzio Cenzi 1217[23]
- Konrad von Urach 1219–1227
- Romano II. Bonaventura 1231–1242/43[24]
- Otto I. Candidus 1244–1251
- Giacomo da Castell’Arquato 1252–1253[25][26]
- vakant 1253–1261
- Johannes VII. von Toledo 1261–1275[27]
- Robert Kilwardby 1278–1279[26]
- Bernardus II. De Languisel 1281–1291[26]
- Matthäus von Aquasparta 1291–1302
- Johannes VIII. 1302–1312
- Giacomo Arnold d’Ossa 1312–1316
- Bernard III. de Castanet 1316–1317
- Béranger Frédol der Jüngere 1317–1323
- Pierre VI. de Reblay 1328–1331[28]
- Jean IX. de Cominges 1331–1348
- Bernardin II. de Alby 1349–1350
- Guy de Boulogne 1350–1373
- Pietro VII. Orsini 1374–1405
- Berenguer de Anglesola 1406–1408
- Antonio II. Correr 1408–1431
- Antonio I. Gaetani 1409–1412 (auch Kardinalbischof von Palestrina 1405–1409)
- Ludwig von Bar 1412–1430 (Haus Scarponnois)
- Branda Castiglione 1431–1440 (auch Kardinalbischof von Sabina 1440–1443)
- Dominico I. Ram 1444–1445
- Francesco I. Condulmer 1445–1453 (seit 1452 nur Kardinalbischof von Porto)
- John X. Kemp 1452–1454 (Kardinalbischof von Santa Rufina)
- Guillaume II. d’Estouteville 1455–1461, † 1483 (auch Kardinalbischof von Ostia und Velletri 1461–1483)
- Giovanni XI. Carvajal 1461–1469
- Richard Olivier de Longueil 1469–1470
- Filippo Calandrini 1470–1476
- Rodrigo Borgia 1476–1492, † 1503 (auch Kardinalbischof von Albano 1468–1476), der spätere Papst Alexander VI.
- Giovanni XII. Micheli 1492–1503 (auch Kardinalbischof von 1491 und Palestrina 1491–1492)
- Jorge da Costa 1503–1508 (auch Kardinalbischof von Albano 1491–1501 und Frascati 1501–1503)
- Raffaele Riario Galeotti 1508–1511 (auch Kardinalbischof von Albano 1503–1507 und Sabina 1507–1508)
- Domenico II. Grimani 1511–1523 (auch Kardinalbischof von Albano 1508–1509 und Frascati 1510–1511, 1518)
- Francisco II. Soderini 1523 (auch Kardinalbischof von Sabina 1511–1513, Palestrina 1516–1523 und Ostia und Velletri 1523–1524)
- Niccolo I. Fieschi 1523–1524 (auch Kardinalbischof von Albano 1518–1521, Sabina 1521–1523, Ostia und Velletri 1524)
- Alessandro I. Farnese 1524, † 1549 (auch Kardinalbischof von Frascati 1519–1523, Palestrina 1523, Sabina 1523–1524 und Ostia und Velletri 1524–1534), der spätere Papst Paul III.
- Antonio Maria del Monte 1524–1533
- Giovanni XII. Piccolomini 1533–1535, † 1537 (auch Kardinalbischof von Albano 1524–1531, Palestrina 1531–1533 und Ostia und Velletri 1535–1537)
- Domenico III. de Cupis 1535–1537
- Bonifacio Ferrero 1537–1543 (auch Kardinalbischof von Albano 1533–1534, Palestrina 1534–1535 und Sabina 1535–1537)
- Antonio III. Sanseverino 1543 (auch Kardinalbischof von Palestrina 1537–1539 und Sabina 1539–1543)
- Marino Grimani 1543–1546 (auch Kardinalbischof von Frascati 1541–1543)
- Giovanni XIII. Salviati 1546–1553 (auch Kardinalbischof von Albano 1543–1544 und Sabina 1544–1546)
- Giovanni Pietro Caraffa 1553, † 1559 (auch Kardinalbischof von Albano 1544–1546, Sabina 1546–1550, Frascati 1550–1553 und Ostia 1553–1555), der spätere Papst Paul IV.
- Jean XIV. du Bellay 1553–1555, † 1560 (auch Kardinalbischof von Albano 1550–1553, Frascati 1553 und Ostia und Velletri 1555–1560)
- Rodolfo Pio da Carpi 1555–1562, † 1564 (auch Kardinalbischof von Albano 1550, Frascati 1553–1555 und Ostia und Velletri 1562–1564)
- Francesco III. Pisani 1562–1564, † 1570 (auch Kardinalbischof von Albano 1555–1557, Frascati 1557–1562 und Ostia und Velletri 1564–1570)
- Federico Cesi 1564–1565 (auch Kardinalbischof von Frascati 1562–1564 und Palestrina 1557–1562)
- Giovanni Girolamo Morone 1565–1570, † 1580 (auch Kardinalbischof von Albano 1560–1561, Sabina 1561–1562, Frascati 1562, 1564–1565, Palestrina 1562–1564 und Ostia und Velletri 1570–1580)
- Cristoforo Madruzzo 1570–1578 (auch Kardinalbischof von Albano 1561–1562, Sabina 1562–1564 und Palestrina 1564–1570)
- Alessandro II. Farnese 1578–1580, † 1589 (auch Kardinalbischof von Frascati 1565–1578, Sabina 1564–1565 und Ostia und Velletri 1580–1589)
- Fulvio Della Corgna 1580–1583 (auch Kardinalbischof von Albano 1574–1580)
- Giacomo II. Savelli 1583–1587 (auch Kardinalbischof von Frascati 1578–1587 und Sabina 1577–1578)
- Giovanni Antonio Serbelloni 1587–1589, † 1591 (auch Kardinalbischof von Frascati 1583–1587, Sabina 1578, Palestrina 1578–1583 und Ostia und Velletri 1589–1591)
- Alfonso Gesualdo 1589–1591, † 1603 (auch Kardinalbischof von Albano 1583–1587, Frascati 1587–1589 und Ostia und Velletri 1591–1603)
- Innico d’Avalos d’Aquino d’Aragona 1591–1600 (auch Kardinalbischof von Sabina 1586–1589 und Frascati 1589–1591)
- Tolomeo Gallio 1600–1603, † 1607 (auch Kardinalbischof von Albano 1587–1589, Sabina 1589–1591, Frascati 1591–1600 und Ostia 1603–1607)
- Girolamo I. Rusticucci 1603 (auch Kardinalbischof von Albano 1598–1600 und Sabina 1600–1603)
- Girolamo II. Simoncelli 1603–1605 (uch Kardinalbischof von Albano 1600 und Frascati 1600–1603)
- Domenico IV. Pinelli 1605–1607, † 1611 (auch Kardinalbischof von Frascati 1603–1605 und Ostia 1607–1611)
- Girolamo III. Bernerio 1607–1611 (auch Kardinalbischof von Albano 1603–1607)
- Antonio Maria I. Galli 1611–1615, † 1620 (auch Kardinalbischof von Frascati 1605–1608, Palestrina 1608–1611 und Ostia und Velletri 1615–1620)
- Antonio Maria II. Sauli 1615–1620, † 1623 (auch Kardinalbischof von Albano 1607–1611, Sabina 1611–1615 und Ostia und Velletri 1620–1623)
- Giovanni Evangelista Pallotta 1620 (auch Kardinalbischof von Albano 1611–1620)
- Benedetto V. Giustiniani 1620–1621 (auch Kardinalbischof von Palestrina 1612–1615 und Sabina 1615–1620)
- Francesco Maria I. Bourbon del Monte 1621–1623, † 1625 (auch Kardinalbischof von Palestrina 1615–1621 und Ostia und Velletri 1623–1625)
- Francesco Sforza di Santa Fiora 1623–1624 (auch Kardinalbischof von Albano 1618–1620 und Frascati 1620–1623)
- Ottavio Bandini 1624–1626, † 1629 (auch Kardinalbischof von Palestrina 1621–1624 und Ostia und Velletri 1626–1629)
- Giovanni Battista Deti 1626–1629, † 1630 (auch Kardinalbischof von Albano 1623–1626, Frascati 1626 und Ostia und Velletri 1629–1630)
- Domenico V. Ginnasi 1629–1630, † 1639 (auch Kardinalbischof von Palestrina 1626–1629 und Ostia und Velletri 1630–1639)
- Carlo Emmanuele Pio di Savoia 1630–1639, † 1641 (auch Kardinalbischof von Albano 1627–1630 und Ostia und Velletri 1639–1641)
- Marcello Lante 1639–1641, † 1652 (auch Kardinalbischof von Palestrina 1629, Frascati 1629–1639 und Ostia und Velletri 1641–1652)
- Pier Paolo Crescenzi 1641–1645 (auch Kardinalbischof von Palestrina 1629–1641)
- Francesco IV. Cennini 1645
- Giulio Roma 1645–1652 (auch Kardinalbischof von Frascati 1644–1645)
- Carlo I. de’ Medici 1652, † 1666 (auch Kardinalbischof von Sabina 1645, Frascati 1645–1652 und Ostia und Velletri 1652–1666)
- Francesco V. Barberini 1652–1666, † 1679 (auch Kardinalbischof von Sabina 1645–1652 und Ostia und Velletri 1666–1679)
- Marzio Ginetti 1666–1671 (auch Kardinalbischof von Albano 1653–1663 und Sabina 1663–1666)
- Francesco Maria II. Brancaccio 1671–1675 (auch Kardinalbischof von Sabina 1666–1668 und Frascati 1668–1671)
- Ulderico Carpegna 1675–1679 (auch Kardinalbischof von Albano 1666–1671 und Frascati 1671–1675)
- Cesare Facchinetti 1679–1680, † 1683 (auch Kardinalbischof von Palestrina 1672–1679 und Ostia und Velletri 1680–1683)
- Carlo II. Rossetti 1680–1681 (auch Kardinalbischof von Frascati 1676–1680)
- Niccolo II. Albergati-Ludovisi 1681–1683, † 1687 (auch Kardinalbischof von Sabina 1677–1681 und Ostia und Velletri 1683–1687)
- Alderano Cibo 1683–1687, † 1700 (auch Kardinalbischof von Palestrina 1679–1680, Frascati 1680–1683 und Ostia und Velletri 1687–1700)
- Pietro Vito Ottoboni 1687–1689 (auch Kardinalbischof von Frascati 1683–1687), der spätere Papst Alexander VIII.
- Flavio Chigi 1689–1693 (auch Kardinalbischof von Albano 1686–1689)
- Giacomo III. Franzoni 1693–1697 (auch Kardinalbischof von Frascati 1687–1693)
- Paluzzo Altieri 1698
- Emmanuel Theodose de la Tour d’Auvergne de Bouillon 1698–1700, † 1715 (auch Kardinalbischof von Albano 1689–1698 und Ostia und Velletri 1700–1715)
- Nicolo II. Acciaiuoli 1700–1715, † 1719 (auch Kardinalbischof von Frascati 1693–1701 und Ostia und Velletri 1715–1719)
- Vincenzo Maria Orsino 1715–1724
- Fabrizio Paolucci 1724–1725
- Francesco VI. Pignatelli 1725–1734 (auch Kardinalbischof von Sabina 1719–1724 und Frascati 1724–1725)
- Pietro VIII. Ottoboni 1734–1738, † 1740 (auch Kardinalbischof von Sabina 1725–1730, Frascati 1730–1734 und Ostia und Velletri 1738–1740)
- Tommaso Ruffo 1738–1740, † 1753 (auch Kardinalbischof von Palestrina 1726–1738 und Ostia und Velletri 1740–1753) (Haus Ruffo)
- Ludovico II. Pico della Mirandola 1740–1743 (auch Kardinalbischof von Albano 1731–1740)
- Annibale Albani 1743–1751 (auch Kardinalbischof von Sabina 1730–1743)
- Pietro Luigi Carafa 1751–1753, † 1755 (auch Kardinalbischof von Albano 1740–1751 und Ostia und Velletri 1753–1755)
- Raniero d’Elci 1753–1756
- Giovanni Antonio IV. Guadagni 1756–1759
- Francesco Scipione Maria Borghese 1759
- Giuseppe Spinelli 1759–1761, † 1763 (auch Kardinalbischof von Palestrina 1753–1759 und Ostia und Velletri 1761–1763)
- Camillo I. Paolucci 1761–1763 (auch Kardinalbischof von Frascati 1758–1761)
- Federico Marcello Lante 1763–1773 (auch Kardinalbischof von Palestrina 1759–1763)
- Giovanni Francesco Albani 1773–1775, † 1803 (auch Kardinalbischof von Ostia und Velletri 1775–1803)
- Carlo III. Rezzonico 1776–1799 (auch Kardinalbischof von Sabina 1773–1776)
- Leonardo Antonelli 1800–1807, † 1811 (auch Kardinalbischof von Palestrina 1794–1800 und Ostia und Velletri 1807–1811)
- Luigi Valenti Gonzaga 1807–1808 (auch Kardinalbischof von Albano 1795–1807)
- Alessandro III. Mattei 1809–1814, † 1820 (auch Kardinalbischof von Palestrina 1800–1809 und Ostia und Velletri 1814–1820)
- Giuseppe Doria Pamphili 1814–1816
- Antonio V. Dugnani 1816–1818
- Giulio Maria della Somaglia 1818–1820, † 1830 (auch Kardinalbischof von Frascati 1814–1818 und Ostia und Velletri 1820–1830)
- Michele Di Pietro 1820–1821 (auch Kardinalbischof von Albano 1816–1820)
- Bartolomeo Pacca 1821–1830, † 1844 (auch Kardinalbischof von Frascati 1818–1821 und Ostia und Velletri 1830–1844)
- Pietro Francesco Galleffi 1830–1837 (auch Kardinalbischof von Albano 1820–1830)
- Emmanuele De Gregorio 1837–1839 (auch Kardinalbischof von Frascati 1829–1837)
- Giovanni Francesco Falzacappa 1839–1840 (auch Kardinalbischof von Albano 1830–1839)
- Carlo Maria Pedicini 1840–1843 (auch Kardinalbischof von Palestrina 1830–1840)
- Vincenzo Macchi 1844–1847, † 1860 (auch Kardinalbischof von Palestrina 1840–1844 und Ostia und Velletri 1847–1860)
- Luigi III. Lambruschini 1847–1854 (auch Kardinalbischof von Sabina 1842–1847)
- Mario Mattei 1854–1860, † 1870 (auch Kardinalbischof von Frascati 1844–1854 und Ostia und Velletri 1860–1870)
- Costantino II. Patrizi 1860–1871, † 1876 (auch Kardinalbischof von Albano 1849–1860, Porto 1860–1871 und Ostia 1870–1876)
- Luigi Amat di San Filippo e Sorso 1871–1877, † 1878 (auch Kardinalbischof von Palestrina 1852–1870 und Ostia und Velletri 1877–1878)
- Camillo II. Di Pietro 1877–1878, † 1884 (auch Kardinalbischof von Albano 1867–1877 und Ostia und Velletri 1878–1884)
- Carlo IV. Sacconi 1878–1884, † 1889 (auch Kardinalbischof von Palestrina 1870–1878 und Ostia und Velletri 1884–1889)
- Jean-Baptiste-François Pitra 1884–1889
- Luigi Oreglia di Santo Stefano 1889–1896, † 1913 (auch Kardinalbischof von Palestrina 1884–1889 und Ostia und Velletri 1896–1913)
- Lucido Maria Parocchi 1896–1903 (auch Kardinalbischof von Albano 1889–1896)
- Serafino Vannutelli 1903–1915 (auch Kardinalbischof von Frascati 1893–1904 und Ostia 1913–1915)
- Antonio VI. Vico 1915–1929
- Tommaso Pio Boggiani 1929–1942
- Eugène Tisserant 1946–1972 (auch Kardinalbischof von Ostia 1951–1972)
- Paolo Marella 1972–1984
- Agostino Casaroli 1985–1998
- Roger Etchegaray 1998–2019
- Beniamino Stella seit 2020

## Diözesanbischöfe von Porto-Santa Rufina
Papst Johannes XXIII. beschloss 1962 in Suburbicariis sedibus, dass die Kardinalbischöfe zwar weiterhin Titelinhaber der suburbikarischen Bistümer sein sollen, jedoch ohne die pastoralen Verpflichtungen, die pleno jure einem Diözesanbischof übertragen wurden.
- Andrea Pangrazio 1967–1984
- Pellegrino Tomaso Ronchi 1984–1985
- Diego Natale Bona 1985–1994
- Antonio Buoncristiani 1994–2001
- Gino Reali 2002–2021
- Gianrico Ruzza seit 2022